# بیبی تیت (رپر)
تیت سکویا فاریس (به انگلیسی: Tate Sequoya Farris؛ زادهٔ ۱۳ مهٔ ۱۹۹۶) که به‌طور حرفه‌ای با نام بیبی تیت (به انگلیسی: Baby Tate؛ پیش‌تر یانگ بیبی تیت) شناخته می‌شود، رپر، خواننده-ترانه‌پرداز و تهیه‌کنندهٔ موسیقی آمریکایی می‌باشد.